# Ḷḷ (digramme)
Pour les articles homonymes, voir LL.
Ḷḷ (minuscule ḷḷ) est un digramme utilisé dans l’écriture de l’asturien occidental.

## Représentation informatique
Comme pour la majorité des digrammes, il n'existe aucun encodage de ‹ Ḷḷ › sous la forme d'un seul signe. Il est toujours réalisé en accolant Ḷ et ḷ.